# 霍尔纳菲厄泽
霍尔纳菲厄泽是冰岛南部区的市镇。市镇面积为 6,309平方公里，人口数量为2,547人（2023年）。该市镇成立于1998年6月6日，由东斯卡夫塔山县内所有市镇合并而成。